# 富士製紙
富士製紙株式会社（ふじせいし）は、かつて存在した日本の製紙会社。1887年（明治20年）設立、1933年（昭和8年）に初代王子製紙に合併されて消滅した。王子製紙と国内市場の首位を競い合う、大手の製紙会社であった。

## 沿革

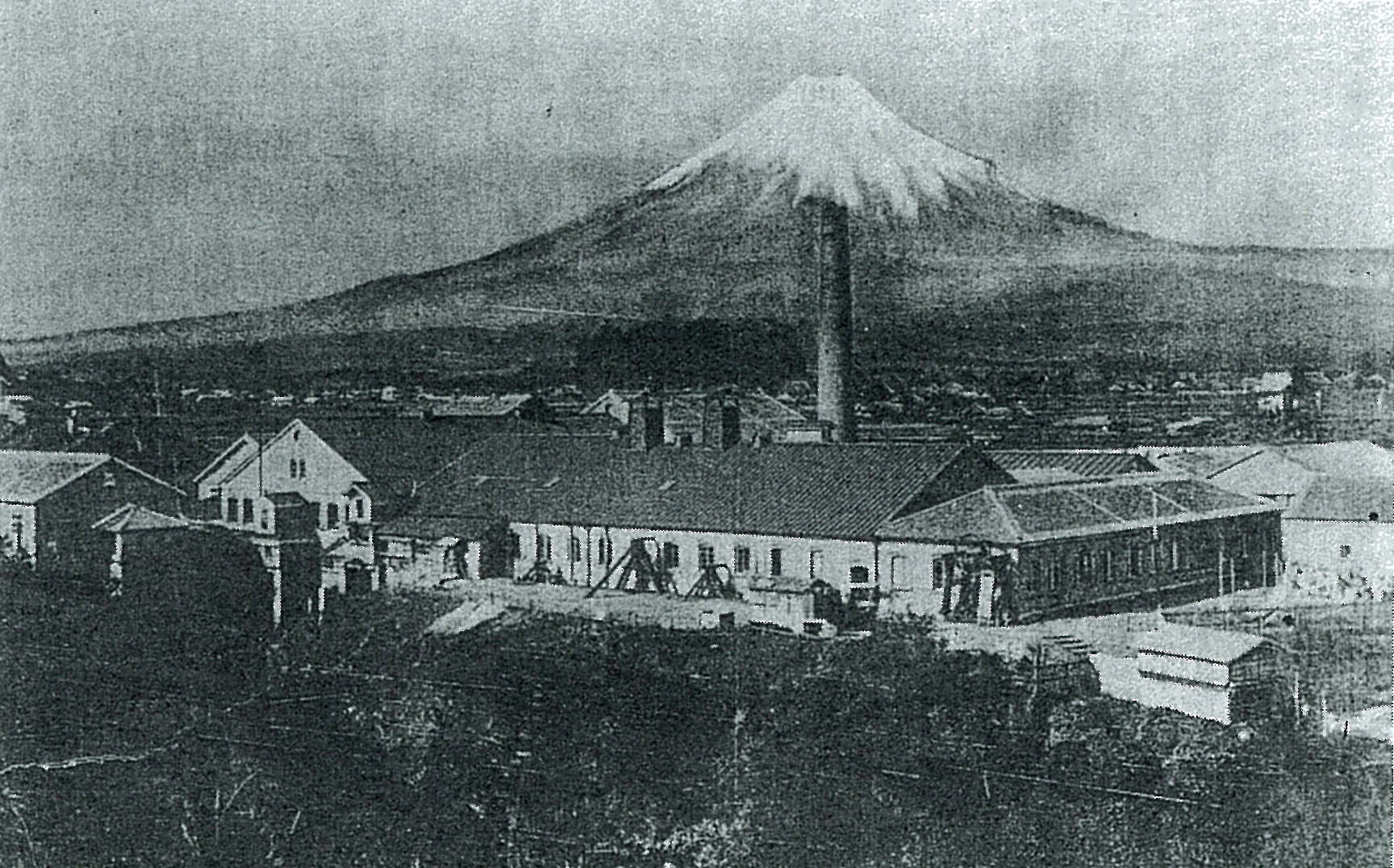
入山瀬工場

王子製紙の設立（1873年（明治6年））から14年遅れた1887年（明治20年）、富士製紙は設立された。2年後の1889年（明治22年）に最初の工場が静岡県富士郡に完成し、操業を開始する。亜硫酸法と砕木法を使用した木材パルプ (SP, GP) と安価な水車動力を活用してコストを引き下げ、発足当初から先行する王子製紙に販売合戦を仕掛けたという。1897年（明治30年）、同じ富士郡内に第二工場と第三工場（パルプ専業）を建設する。拡張の結果翌1898年（明治31年）には、王子製紙がストライキで生産を減らしていたこともあって洋紙生産量が王子製紙を上回り、日本最大の製紙会社となった。
1900年代に入ると、王子製紙と同様に北海道に進出する。まず1906年（明治39年）、釧路の北海紙料（旧・前田製紙）を買収し第四工場（パルプ専業）とした。続いて1908年（明治41年）には製紙工場として江別に第五工場（江別工場）を建設、空知郡にパルプ工場の第六工場を追加した。一方、同じ時期に大阪の日本製紙（旧・阿部製紙所）を合併し第七工場（大阪工場）とし、富士郡で第八工場を新設している。
しかしこれらの急拡大の結果、資金繰りが悪化してしまう。事業拡大のペースが落ちたため、1912年に国内首位の座を王子製紙に譲った。再び拡大路線に転換するのは第一次世界大戦の影響による好況が契機で、1915年（大正4年）以降製紙会社の買収・合併や新工場建設が相次いでいる。1922年（大正11年）には樺太の日本化学紙料を合併し、樺太にも進出した。この間の1919年（大正8年）、樺太工業を始めとする製紙会社群を率いていた大川平三郎が富士製紙の社長に就任する。大川は株式の買い付けも進めており、この頃すでに大株主となっていた。

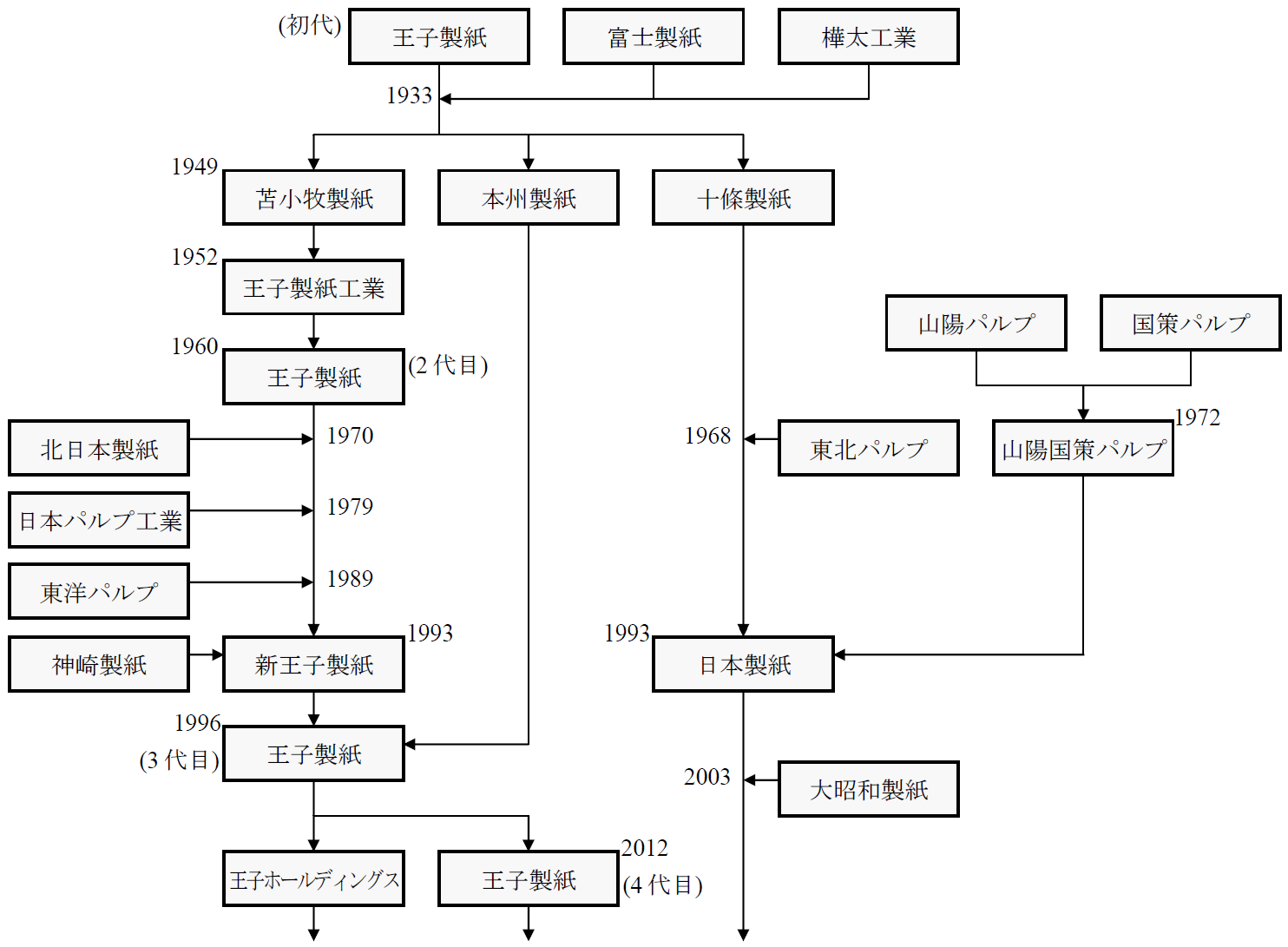
製紙各社のおおまかな合併図

大川の他の大株主には甲州財閥の穴水要七（専務に就任）がいた。穴水は1929年（昭和4年）に死去するが、王子製紙が遺族から富士製紙の株式を買収し、株式の13%を保有する筆頭株主となった。大川は社長に留任したものの、これにより経営は王子製紙が握った。この時期、昭和恐慌期にあって市況が悪化していたことに加え、大川の樺太工業の経営が悪化しており富士製紙との共倒れが懸念されたことから、王子製紙・富士製紙・樺太工業の3社の合同が検討されるようになる。そして1933年（昭和8年）5月に3社の合併が実行に移され、富士製紙と樺太工業の2社は王子製紙に事実上吸収合併されて消滅した。この大型合併によって、「大王子製紙」と称される、国内市場の8割を握る巨大製紙会社が発足した。

### 年表
- 1887年（明治20年）11月15日 - 富士製紙株式会社設立。
- 1890年（明治23年）1月4日 - 第一工場（入山瀬工場）操業開始。日本初の砕木パルプ (GP) 製造開始。
- 1897年（明治30年）10月 - 第二工場・第三工場操業開始。
- 1906年（明治39年）7月 - 北海紙料を買収し、第四工場（天寧工場）とする。
- 1907年（明治40年）2月 - 日本製紙を合併し、第七工場（大阪工場）とする。
- 1908年（明治41年）
  - 4月 - 第八工場（後の富士第三工場）操業開始。
  - 9月 - 第六工場（金山工場）操業開始。
  - 11月 - 第五工場（江別工場）操業開始。
- 1913年（大正2年）1月 - 天寧工場全焼・廃止。
- 1915年（大正4年）11月 - 野田製紙所[注釈 1]を買収。
- 1918年（大正7年）10月 - 富士パルプ株式会社、富士製紙から独立。
- 1919年（大正8年）
  - 1月 - 富士パルプ池田工場操業開始。
  - 3月 - 釧路工場を着工していた北海道興業を合併[1]。
- 1920年（大正9年）
  - 2月 - 東京板紙[注釈 2]・四日市製紙を合併。
  - 7月 - 釧路工場操業開始。
- 1921年（大正10年） - 大阪工場廃止。
- 1922年（大正11年）
  - 6月 - 日本化学紙料[注釈 3]を合併。
  - 12月 - 江戸川工場操業開始。
- 1923年（大正12年）10月 - 富士パルプを買収。
- 1924年（大正13年）6月 - 梅津製紙[注釈 4]・熊野製紙[注釈 5]を買収。
- 1925年（大正14年）
  - 7月 - 落合工場操業開始。
  - 8月 - 大日本製紙[注釈 6]を買収、中川工場とする。
- 1927年（昭和2年）
  - 1月 - 知取工場操業開始。
  - 11月 - 中川工場閉鎖。
- 1930年（昭和5年）
  - 6月 - 金山工場廃止。
  - 7月 - 池田工場廃止。
- 1932年（昭和7年）11月 - 特殊紙料試験工場（1931年（昭和6年）12月操業開始）を買収。
- 1933年（昭和8年）5月18日 - 王子製紙に合併。

## 社長
1. 河瀬秀治 - 1887年就任、1891年退任
2. 村田一郎 - 1891年就任、1908年退任
3. 小野金六 - 1908年就任、1911年退任
4. 原六郎 - 1911年就任、1918年退任
5. 窪田四郎 - 1918年就任、1919年退任
6. 大川平三郎 - 1919年就任

## 生産拠点
王子製紙との合併（1933年（昭和8年）5月）の時点で、下記の14工場を保有していた（ただし樺太を除き住所は現在のもの）。
- 富士第一工場 - 静岡県富士市入山瀬
- 富士第二工場 - 静岡県富士宮市小泉
- 富士第三工場 - 静岡県富士市平垣
- 芝川工場 - 静岡県富士宮市羽鮒
- 名古屋工場 - 愛知県名古屋市港区船見町
- 京都工場 - 京都府京都市右京区梅津大縄場町
- 神崎工場 - 兵庫県尼崎市常光寺
- 熊野工場 - 和歌山県新宮市蓬莱
- 千住工場 - 東京都荒川区南千住
- 江戸川工場 - 東京都江戸川区東篠崎
- 江別工場 - 北海道江別市王子
- 釧路工場 - 北海道釧路市鳥取南
- 落合工場 - 樺太豊栄郡落合町
- 知取工場 - 樺太元泊郡知取町

王子製紙に継承された後も操業を続けたが、富士第一・富士第二・芝川・名古屋・京都・神崎・千住・江別の8工場は太平洋戦争中の1943年（昭和18年） - 1945年（昭和20年）に休止、樺太所在の2工場は敗戦（1945年（昭和20年））に伴う樺太放棄で喪失した。残った4工場は、戦後の王子製紙解体（1949年（昭和24年））で本州製紙（富士第三・熊野・江戸川）と十條製紙（釧路）に継承され、このうち熊野を除く3工場は王子マテリア富士工場・同江戸川工場・日本製紙釧路工場として2011年（平成23年）現在も操業している。また、戦中に休止された工場のうち富士第一・富士第二・芝川・神崎・江別の5工場は戦後再開し、現在ではそれぞれ王子エフテックス第一製造所・同富士宮製造所・同芝川製造所・王子イメージングメディア神崎工場・王子エフテックス江別工場として操業している。
富士製紙時代のうちに閉鎖された工場には以下の5工場がある。
- 中川工場 - 東京都足立区大谷田
- 大阪工場 - 大阪府大阪市此花区西九条
- 金山工場 - 北海道空知郡南富良野町金山
- 池田工場 - 北海道中川郡池田町
- 天寧工場 - 北海道釧路郡釧路町天寧